# Shugo Tokumaru
Shugo Tokumaru (トクマルシューゴ, Tokumaru Shūgo; nascido em 29 de maio de 1980) é um cantor e compositor multi-instrumentalista japonês que estreou em maio de 2004 nos Estados Unidos com seu álbum Night Piece. Ele é o responsável por cada aspecto da criação de sua música, incluindo letras, melodia, arranjos, gravação e mixagem. Ele é conhecido pela variedade de instrumentos que usa em sua música, usando mais de 100 instrumentos tradicionais e não-tradicionais em suas gravações. Tokumaru também é membro da banda de rock japonesa Gellers. Seu álbum de 2010, Port Entropy, foi seu maior sucesso comercial no Japão , entrando no top 40.

## Biografia

### Primeiros anos
Shugo Tokumaru nasceu e cresceu em Tóquio. Seu primeiro instrumento foi o piano, que ele começou a tocar entre 5 e 6 anos de idade, depois de ver um amigo tocando. Muito mais tarde, no ensino médio, Tokumaru começou a tocar guitarra elétrica, originalmente tocando músicas apenas do The Clash . Ele se juntou a uma banda chamada Gellers, formada por pessoas que ele conhecia desde a infância. A banda foi formada por volta de 1994 e no começo Tokumaru não era um membro. Ele começou a escrever canções para a banda aos 17 anos, porém não teve muita necessidade disso antes, já que o outro guitarrista da banda era o compositor principal. Nesse ponto, Tokumaru desenvolveu um interesse pela multi-instrumentalização, pensando que apenas o conjunto de guitarra/baixo/bateria de uma banda padrão não era suficiente.
Depois de terminar o ensino médio, Tokumaru viajou para o exterior por dois anos e meio, passando a maior parte do tempo morando em Los Angeles. Enquanto esteve nos EUA, ele fez parte de uma banda de jazz e gravou músicas em sua casa.

### Estréia
Após retornar ao Japão em 2003, Tokumaru terminou de gravar um álbum demo de 10 faixas chamado Fragment. Ele deu este CD demo a um amigo que era conhecido de Trevor Sias, dono da gravadora independente americana Music Related. A gravadora ficou impressionada com o CD e queria lançar o álbum demo exatamente como estava; no entanto, Tokumaru não gostou da ideia. Ele criou um álbum inteiramente novo, que foi lançado sob o selo nos Estados Unidos em 11 de maio de 2004. Night Piece foi originalmente planejado para ser lançado apenas nos Estados Unidos, mas devido às fortes vendas em sites da Internet, foi lançado em outros países. Foi lançado no Japão em agosto de 2004 pela gravadora independente Compare Notes. 
Tokumaru lançou seu segundo álbum, LST, em 2006, e seu terceiro, Exit, em 2007. Durante esse período, sua música começou a ser mais reconhecida globalmente. LST também foi lançado na Europa e na Nova Zelândia, com Tokumaru se apresentando em uma turnê francesa e espanhola. No Japão, Tokumaru se apresentou ao vivo em lugares como a Ginza Apple Store e a Shinjuku Tower Records, e sua música começou a aparecer em comerciais de empresas como Shiseido e Japan Airlines. Também em 2007, a banda de infância de Tokumaru, Gellers, se reformou, lançando seu álbum de estreia e se apresentando em festivais de alto nível, como o Fuji Rock Festival e o Borofesta. No entanto, o grupo entrou em hiato em 2008.
Em 2008, Tokumaru trabalhou na trilha sonora do filme dirigido por Kōji Hagiuda, Kodomo no Kodomo (コドモのコドモ, Children's Children). Ele fez sua primeira turnê pelos Estados Unidos, com quatro shows esgotados em salas com capacidade para cerca de 2.000 pessoas cada. Ele continuou a se apresentar em festivais de música japonesa de alto nível, como o Fuji Rock Festival (desta vez como artista solo) e o Festival Nano-Mugen da Asian Kung-Fu Generation.

### Sucesso comercial
Em 2009, a Sony usou a música "Rum Hee" de Tokumaru para comerciais de sua série VAIO L de computadores com tela sensível ao toque. O EP resultante, Rum Hee, foi o primeiro lançamento top 100 de Tokumaru. Mais tarde, ela foi usada novamente em junho de 2014 pela Sumo Digital no trailer de anúncio da E3 para LittleBigPlanet 3, e uma versão instrumental da canção foi usada como música título quando o jogo foi lançado em 18 de novembro de 2014. Em 2010, seu quarto álbum Port Entropy entrou no top 40. Ele fez sua primeira turnê japonesa, com 13 datas pelo país. Cada local foi um concerto esgotado. Após a turnê, Gellers começou a se apresentar novamente em 2010.
A canção "Parachute" de Tokumaru foi apresentada na trilha sonora do filme canadense Year of the Carnivore.
Em 2024, compôs o single "Muchauman no Theme", de Hironobu Kageyama.

## Composição de músicas
Shugo Tokumaru considera que algumas de suas influências são The Beach Boys, músicos japoneses mais antigos, como Hachidai Nakamura, e estilos musicais tradicionais japoneses, como gagaku. Tokumaru toca todos os seus instrumentos em seus álbuns e grava suas músicas sozinho. Tokumaru canta suas letras quase inteiramente em japonês. A base de suas letras vem de seu diário de sonhos diários. Ao escrever música, ele primeiro cria uma melodia somente dentro de sua cabeça. Ao criar a música, ele tenta usar o máximo de instrumentos possível, para ilustrar os diferentes aspectos de seus sonhos.

## Discografia

### Álbuns originais
| Ano  | Título         | Data de lançamento                                       | Posição na Oricon | Vendas |
| ---- | -------------- | -------------------------------------------------------- | ----------------- | ------ |
| 2003 | Fragment       | 2003                                                     | —                 | —      |
| 2004 | Night Piece    | 11 de maio de 2004                                       | —                 | —      |
| 2005 | L.S.T.         | 25 de agosto de 2005                                     | —                 | —      |
| 2007 | Exit           | 19 de outubro de 2007                                    | 239               | 1.400  |
| 2010 | Port Entropy   | 21 de abril de 2010                                      | 33                | 10.000 |
| 2012 | In Focus?      | 7 de novembro de 2012                                    | —                 | —      |
| 2016 | Toss           | 19 de outubro de 2016 (Japão), 28 de abril de 2017 (EUA) | —                 | —      |
| 2024 | Song Symbiosis | 17 de julho de 2024                                      | —                 | —      |

### Outros álbuns
| Data               | Título                            | Posição na Oricon | Vendas |
| ------------------ | --------------------------------- | ----------------- | ------ |
| Abril de 2005      | NPRMX * Remix album deNight Piece | —                 | —      |
| 2 de abril de 2009 | Rum Hee (ラムヒー, Ramu Hī)       | 85                | 2.800  |

### Solteiros
- "Vista" (janeiro de 2006, single de vinil)[24]
- "Sleigh Ride" (25 de novembro de 2009, download digital)[25]

### Outras aparições
- "Sleeping Bird (Remixado por Shugo Tokumaru)" (fevereiro de 2006, álbum Apremix do Apartment)[26]
- "Tournament (Remixado por Shugo Tokumaru)" (março de 2007, single remix "Tournament" do Moools)[27]
- "Akairo Elegy" (赤色エレジー, Red Elegy)  (junho de 2007, álbum de vários artistas Akairo Elegy Mania, apresentando apenas covers da música de mesmo nome de Morio Agata)[28]
- "Spiderwoman w/ Shugo Tokumaru" (janeiro de 2008, álbum Polochon Battle de David Fenech)[29]
- "Micro Guitar Music" (julho de 2008, vários artistas Kyokutō Saizensen 2)[30]
- "With Pail (Shugo Tokumaru Remix)" (julho de 2008, .Tape. álbum de remixes .Tape. Repainted)[31]
- "Jitensha Dorobō (Shugo Tokumaru Remix)" (自転車泥棒, Bicycle Thief)  (julho de 2009, Unicorn URMX)[32]
- "401 Circuit (Shugo Tokumaru Remix)" (março de 2010, álbum de remixes I Am Robot e Proud Uphill City Remixes & Collaborations)[33]
- Vicious Circles Vol. 1 (Digital)
- "Video Killed The Radio Star" (setembro de 2011, Polyvinyl Records's Japan 3.11.11: A Benefit Album)[34]